# Hvězdy jako hvězdy
Hvězdy jako hvězdy je čtvrté studiové album Lucie Bílé, nahrané roku 1998. Jedná se o české coververze zahraničních hitů. Všechny české texty napsala Gabriela Osvaldová.

## Seznam skladeb
1. „Pískovec“ („Io che non vivo (senza te)“) (autor hudby; Pino Donaggio) 2:53
2. „Hvězdy jako hvězdy“ („Dream a Little Dream of Me“) (autor hudby; Fabian Andre/Wilbur Schwandt) 3:25
3. „Trouba“ („Release Me“) (autor hudby; Eddie Miller/Robert Yount) 3:32
4. „Tichý déšť“ („Rhythm of the Rain“) (autor hudby; John Claude Gummoe) 2:38
5. „Amor Magor“ („Stupid Cupid“) (autor hudby; Neil Sedaka) 2:18
6. „Noc je jak satén“ („Nights in White Satin“) (autor hudby; Justin Hayward) 4:28
7. „Zpíváš mi requiem“ („Only One Woman“) (autor hudby; Barry Gibb/Robin Gibb/Maurice Gibb) 2:58
8. „Žádný party“ („It's My Party“) (autor hudby; Herb Weiner/Wally Gold/John Gluck Jr.) 2:24
9. „Rijád“ („Leah“) (autor hudby; Roy Orbison)
10. „Anděl & Ďábel“ („Mockingbird“) (autor hudby; Inez Foxx/Charlie Foxx) 2:58
11. „Stěnka Razin“ (lidová) 3:12

## Hudební aranžmá
- Jiří Škorpík a Jiří Dvořák – aranžmá
- Pavel Růžička – mistr zvuku
- Vladimír Fila – mastering
- Ondřej Soukup – produkce
- Martin Pošta – zpěv v písni Anděl & Ďábel
- Jiří Dvořák – baskytara
- Ivan Korený – elektrická a akustická kytara
- Jiří Škorpík – varhany, piano, alt saxofon, zobcová flétna
- Tomáš Kapek – bicí
- Petr Klouda – steel kytara
- Mirek „Surovec“ Surka, Radek Němec – trubky
- Standa Penk – trombón
- Jan Musil, Jan Mach – lesní rohy
- Boryš Secký – tenor saxofon
- Markéta Lipšová, Naďa Wepperová, Jana Durczáková, Marek Burza, Martin Šebestík, Jiří Škorpík – sbor
- smyčcový orchestr pod vedením Lukáše Krofta